# Defence (Schiff, 1770)
Die Defence, auch HMS Defence, war ein 74-Kanonen-Linienschiff (Zweidecker) 3. Ranges der Bellona-Klasse der britischen Marine, das von 1770 bis 1811 in Dienst stand.

## Geschichte

### Bau
Die spätere Defence wurde am 13. Dezember 1758, zusammen mit ihrem Schwesterschiff Kent bestellt. Das Schiff wurde unter der Bauaufsicht von Israel Pownoll in der Marinewerft in Plymouth am 14. Mai 1759 auf Kiel gelegt. Der Stapellauf erfolgte am 31. März 1763. Die Baukosten betrugen 27.690 Pfund, 3 Schilling und 4 Pence (siehe Pfund Sterling).

### Einsatzgeschichte
Nach ihrem Stapellauf wurde die Defence nicht ausgerüstet und in Dienst gestellt, da der Frieden von Paris mit Frankreich vom 10. Februar 1763 für Großbritannien das vertragliche Ende des Siebenjährigen Krieges bedeutete, sondern stattdessen aufgelegt. Dies war notwendig da der Unterhalt und die Bemannung übermäßig vieler Kriegsschiffe in Friedenszeiten zu viele Ressourcen der britischen Marine gebunden hätte. Siehe zum Beispiel auch die Britannia (1762, 100 Kanonen) oder London (1766, 90 Kanonen).
Die Defence wurde am 22. Februar 1770, unter dem Kommando von Captain John Reynolds offiziell in Dienst gestellt und bis zum 19. Oktober ausgerüstet. Anschließend versah sie bis zum 29. Mai 1771 Dienst als Wachschiff in Plymouth und wurde anschließend wieder aufgelegt.
Während des amerikanischen Unabhängigkeitskrieges diente Schiff in der Kanalflotte und war an der Seeschlacht bei Kap St. Vincent 1780 beteiligt. Später wurde sie Anfang 1782 im Rahmen eines Geschwaders von fünf Schiffen unter Commodore Sir Richard Bickerton nach Indien geschickt. Der Verband kam aber zu spät um noch Einfluss auf die Kampfhandlungen in diesem Jahr zu haben. Sie nahm aber an der Seeschlacht von Cuddalore teil. Die Defence kehrte 1785 nach England zurück und wurde wegen nichtbedarf aufgelegt.
Sie war eines der berühmtesten Kriegsschiffe ihrer Zeit und nahm an folgenden wichtigen Seeschlachten teil:
- Schlacht bei den Hyerischen Inseln
- Seeschlacht am 13. Prairial
- Seeschlacht bei Abukir
- Seeschlacht von Kopenhagen (als Reserve ohne Gefechtsbeteiligung)
- Seeschlacht am Kap Trafalgar

Die Defence sank am 24. Dezember 1811 in der Nähe von Thorsminde (Westküste von Jütland) in einem Orkan. Die letzte Fahrt der HMS Defence  stellt sich wie folgt dar:
Das Linienschiff fuhr zusammen mit dem Flaggschiff von Konteradmiral Reynolds, der HMS St George und der HMS Cressy im Verband. Ihr Auftrag bestand darin, einen Konvoi von Schweden durch das dänische Hoheitsgebiet nach England zu geleiten. Zu diesem Zeitpunkt waren diese Schiffe der britischen Ostseeflotte zugeteilt.

## Kalendarischer Ablauf der Schiffskatastrophe
Herbst 1811: Eine große Flotte von Handelsschiffen sammelt sich in der Bucht von Hanö vor Schweden. Der Konvoi soll zurück ins Vereinigte Königreich und besteht aus Handelsschiffen und den geleitenden Kriegsschiffen. Der britische Geleitschutzverband umfasst Linienschiffe und Briggs, befehligt von Vizeadmiral James Saumarez auf Victory und soll dänische Angriffe verhindern.
Zwei der begleitenden Linienschiffen sind die St. George und die Defence.
- 1. November 1811: Der britische Konvoi verlässt den Ankerplatz bei Hanö in der (Ostsee), jedoch zwingt ein starker Sturm den Verband zur Umkehr.

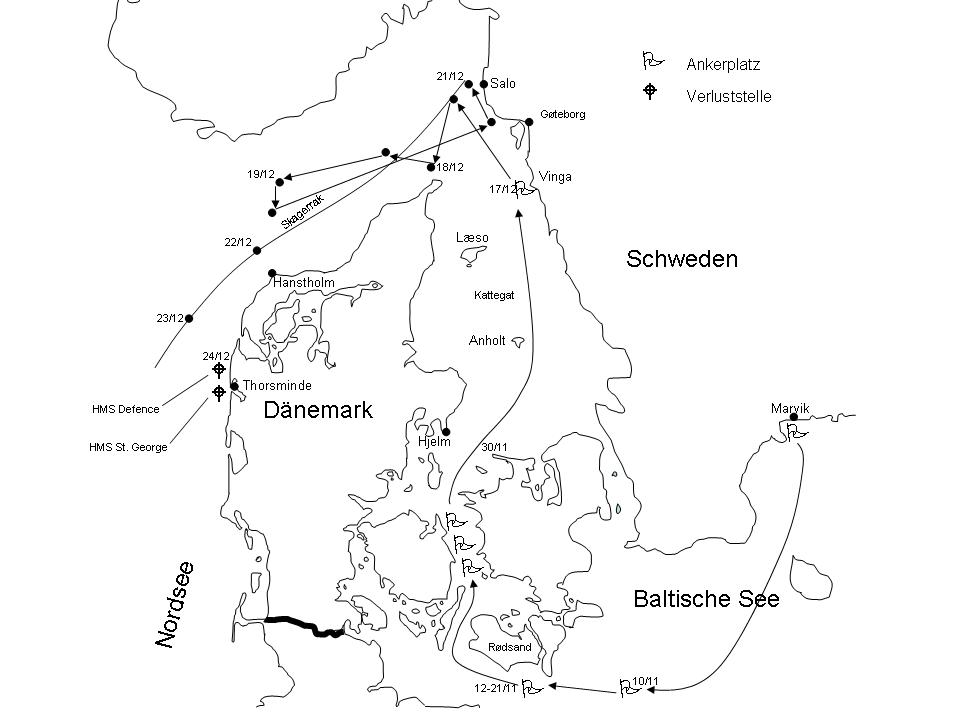
Die letzte Fahrt der HMS St George und der HMS Defence

- 9. November 1811: Der Konvoi unternimmt einen zweiten Versuch, in Richtung Großbritannien zu segeln.
- 15. November 1811: Bei schwerem Sturm havariert die St. George bei Rødsand, südlich von Lolland (Dänemark). Viele der Handelsschiffe ereilt das gleiche Schicksal: Sie havarieren oder gehen verloren. Von den ursprünglich 120 Handelsschiffen erreichen später nur 76 ihr Ziel.
- 21. November 1811: Der Konvoi segelt nach Vinga, einer kleinen Insel in Västergötland, (Schweden) vor Göteborg. Die St. George kann sich aus eigener Kraft nicht mehr bewegen und muss von der HMS Cressy geschleppt werden.
- 1. Dezember 1811: Der Konvoi geht bei Vinga vor Anker. Vizeadmiral Saumarez hat große Bedenken, die Fahrt der St. George fortsetzen zu lassen. Mit seiner Meinung trifft er auf heftigen Widerstand von Konteradmiral Reynolds und seinem Flaggkapitän Daniel Guion. Beide halten daran fest, dass ihr Schiff die Überfahrt schaffen kann.
- 17. Dezember 1811: Nach einer notdürftigen Reparatur verlässt die St. George in Begleitung der HMS Defence und HMS Cressy die schwedischen Gewässer vor Vinga und segelt weiter in Richtung Großbritannien.
- 19. Dezember 1811: Die Linienschiffe St. George, Defence, Cressy und Bellette müssen wegen starkem Sturm und hoher See ihre Fahrt unterbrechen und wenden. Die HMS Cressy muss schließlich wieder die St. George schleppen. Vizeadmiral Saumarez setzt mit der HMS Victory und den übrigen Schiffen die Fahrt fort. Sie kommen am 26. Dezember 1811 nach schwieriger Fahrt im Vereinigten Königreich an, ohne Informationen über das Schicksal der St. George und HMS Defence zu haben.
- 21. Dezember 1811: Die Schiffe, die gewendet haben, liegen vor Vinga, nordöstlich vom sogenannten Salo-Leuchtturm. Schließlich wird erneut versucht, über das Skagerrak in die Nordsee zu segeln. Diesmal wird die St. George jedoch nicht von der HMS Cressy geschleppt.
- 23. Dezember 1811: Der Wind dreht und bringt die Schiffe in Schwierigkeiten. Die HMS Cressy und die HMS Bellette drehen bei und versuchen zu einem späteren Zeitpunkt, der geplanten Route zu folgen. Atkins, der Kommandant der HMS Defence, erwägt ebenfalls beizudrehen und wartet hierfür auf ein entsprechendes Signal der St. George. Der Sturm in der Nordsee erreicht Orkanstärke und erfasst die Schiffe. Atkins beschließt zu spät beizudrehen, die HMS Defence läuft auf Grund und zerbricht in der Brandung. Von der HMS Defence kommen fünf bis sechs Seeleute lebend an Land. Auch die St. George strandet.
- 24. Dezember 1811: Die Seeleute auf der St. George kämpfen ums Überleben.
- 25. Dezember 1811: Nur zwölf Seeleute retten sich an Land. Am Abend sieht man immer noch 150 Menschen an Bord.
- 26. Dezember 1811: Es gibt keine Anzeichen von Leben mehr an Bord der St. George.

Die Defence und die St. George wurden so stark beschädigt, dass sie schließlich vor Thorsminde (Dänemark) zerbrachen und sanken, während die HMS Cressy und die HMS Bellette ihren Heimweg antreten und sicher einen englischen Hafen erreichen konnten. Insgesamt fielen fast 1300 Seeleute der Tragödie vor Dänemark zum Opfer.
Die Royal Navy verlor im gleichen Sturm noch zwei weitere Schiffe: So sanken auch das Linienschiff HMS Hero und die Brigg HMS Grasshopper vor der niederländischen Küste in der Nähe der Insel Texel.
In Thorsminde befindet sich das „Strandingmuseum St. George“, das sich mit dem Untergang der Schiffe vor der dänischen Küste befasst. So sind dort, nachdem das Wrack der St. George gefunden wurde, diverse geborgene Wrackteile, Gebrauchsgegenstände, Waffen, Uniformen und ähnliches ausgestellt. Ein geborgenes Skelett wurde nach britischen Protesten aus der Ausstellung entfernt und begraben.

## Bemerkungen
1. ↑  Bei dieser Klassifizierung wurde diejenige nach Rif Winfield herangezogen, nach der zur Bellona-Klasse die Schiffe Bellona, Superb, Kent, Dragon und Defence gehören. Nach Lavery hingegen werden die Kent und die Defence zur Arrogant-Klasse gezählt, die sich von der Bellona-Klasse durch einen leicht geänderten Spantenriss unterschied. Die Klassifizierung kann aus den historischen Dokumenten nicht mit absoluter Sicherheit abgeleitet werden und eröffnet hier die Möglichkeit zu Spekulationen und einer eigenen Meinungsbildung.